# Michalowa (obwód mohylewski)
Michalowa (biał. Міхалёва; ros. Михалёво) – wieś na Białorusi, w obwodzie mohylewskim, w rejonie mohylewskim, w sielsowiecie Wiendaraż.